# Convolvulus volubilis
Convolvulus volubilis är en vindeväxtart som beskrevs av Pierre Marie Auguste Broussonet och Heinrich Friedrich Link. Convolvulus volubilis ingår i släktet vindor, och familjen vindeväxter. Inga underarter finns listade i Catalogue of Life.